# Phrynopus barthlenae
Phrynopus barthlenae là một loài ếch trong họ Leptodactylidae. Chúng là loài đặc hữu của Peru.
Các môi trường sống tự nhiên của chúng là các khu rừng vùng núi ẩm nhiệt đới hoặc cận nhiệt đới, đồng cỏ ở cao nhiệt đới hoặc cận nhiệt đới, đất canh tác, vùng đồng cỏ, và vườn nông thôn.